# Lázár Margit
Lázár Margit, Lázár Mária (Pest, 1869 – Budapest, 1922. január 10.) színésznő, énekesnő, Mihályfi Károly felesége.

## Életútja
Lázár János és Reich Ludovika leánya. Színészakadémiát végzett és 1887. június 7-én lépett színpadra, Polgár Sándornál. 1888—89-ben Kolozsvárott, 1890—91-ben Krecsányi Ignácnál működött. 1892. szeptember havában a berlini Königliches Schauspielhaus tagja volt. 1893. május havában udvari színésznő címet nyert, mint a berlini National Theater tagja. 1893. november havától New Yorkban, az Irving Palace-színházban volt szerződtetve. Mihályfi Károllyal 1882. augusztus 1-jén kötött házasságot Budapesten, a józsefvárosi római katolikus plébánián, az egyik esküvői tanú Pauli Richárd volt. Halálát tüdőgyulladás okozta, eltemették a Farkasréti temetőben.